# Fatima Jibrell
Fatima Jama Jibrell, som. Fadumo Jibriil, arab. فاطمة جبريل (ur. 30 grudnia 1947) – somalijska działaczka na rzecz ochrony środowiska.

## Życiorys
Fatima Jibrell urodziła się w koczowniczej rodzinie w Somalii. Wyjechała do Stanów Zjednoczonych, gdzie ukończyła studia. Na początku lat 90. wróciła do Somalii i w 1991 założyła organizację African Development Solutions (ADESO), znaną wówczas jako Horn of Africa Relief and Development Organization.
W 2002 otrzymała Nagrodę Goldmanów za przekonanie regionalnych władz do wprowadzaenia i egzekwowania węgla drzewnego, dzięki czemu zaprzesano masowego wyrębu drzew w północno-wschodniej Somalii.
Wprółpracując z Hornen Reliefem, jako rozwiązanie problemu suszy zaproponowała skalne tamy (ang. rock dams) będące rodzajem zapory wodnej. Składały się one z odpowiednio ułożonych kamieni, które miały powstrzymywać przepływ wody podczas pory deszczowej. Dzięki temu możliwy był rozwój roślinności i zagospodarowanie terenów. Jibrell zachecała lokalną lduność do tworzenia tam, za co została w 2008 roku doceniona przez organizację National Geographic Society, od której otrzymała nagrodę w kategorii ochrony środowiska.

## Nagrody
- Nagroda Goldmanów (2002)[1]
- UNEP Champions: Earth award (2014)[5]